# Muchin Prud
Muchin Prud (ros. Мухин Пруд) – osiedle typu wiejskiego w zachodniej Rosji, w sielsowiecie iwanowskim rejonu rylskiego w obwodzie kurskim.

## Geografia
Miejscowość położona jest 3,5 km od centrum administracyjnego sielsowietu iwanowskiego (Iwanowskoje), 20,5 km od centrum administracyjnego rejonu (Rylsk), 86 km od Kurska.

## Demografia
W 2010 r. miejscowość zamieszkiwało 14 osób.